# اولگا هومگی
اولگا هومگی (انگلیسی: Olga Homeghi؛ زادهٔ ۱ مه ۱۹۵۸) قایقران روئینگ اهل رومانی بود.
وی در مسابقات کشوری و بین‌المللی در مجموع برندهٔ ۵ مدال طلا، ۳ مدال نقره، ۳ مدال برنز شده‌است.